# Liste der Landwirtschaftsminister Norwegens
Dies ist eine Liste der Landwirtschaftsminister Norwegens. Landwirtschaftsminister werden seit 1900 ernannt. Derzeitiger Landwirtschafts- und Ernährungsminister ist seit Februar 2025 Nils Kristen Sandtrøen von der Arbeiderpartiet (Ap).

## Geschichte
Mit Ole Anton Qvam von der Partei Venstre wurde am 1. April 1900 erstmals ein Landwirtschaftsminister ernannt. Das Landwirtschaftsministerium (Landbruksdepartementet) wurde bis 2004 unter diesem Namen geführt. Während des Zweiten Weltkriegs war die norwegische Regierung von 1940 bis 1945 im Exil in London. In Norwegen wurde von der nationalistischen Nasjonal Samling (NS) das Landwirtschaftsministerium übernommen. Zum 1. Oktober 2004 wurde das Landwirtschaftsministerium in Landwirtschafts- und Ernährungsministerium (Landbruks- og matdepartementet) umbenannt.

## Liste der Landwirtschaftsminister
| Minister                       | Amtsbeginn | Amtsende | Partei               | Regierung                | Ministerium                                | Anmerkung                                     |
| ------------------------------ | ---------- | -------- | -------------------- | ------------------------ | ------------------------------------------ | --------------------------------------------- |
| Ole Anton Qvam                 | 1900       | 1900     | Venstre              | Regierung Steen II       | Landwirtschaftsministerium                 | kommissarisch; zugleich Revisionsminister     |
| Wollert Konow                  | 1900       | 1902     | Venstre              | Regierung Steen II       | Landwirtschaftsministerium                 | zugleich kommissarischer Revisionsminister    |
| Wollert Konow                  | 1902       | 1903     | Venstre              | Regierung Blehr I        | Landwirtschaftsministerium                 | zugleich kommissarischer Revisionsminister    |
| Gunnar Knudsen                 | 1903       | 1903     | Venstre              | Regierung Blehr I        | Landwirtschaftsministerium                 | zunächst kommissarisch                        |
| Christian Pierre Mathiesen     | 1903       | 1904     | Høyre                | Regierung Hagerup II     | Landwirtschaftsministerium                 |                                               |
| Johan Egeberg Mellbye          | 1904       | 1905     | Høyre                | Regierung Hagerup II     | Landwirtschaftsministerium                 |                                               |
| Aasmund Halvorsen Vinje        | 1905       | 1906     | Moderate Venstre     | Regierung Michelsen      | Landwirtschaftsministerium                 |                                               |
| Sven Aarrestad                 | 1906       | 1907     | Venstre              | Regierung Michelsen      | Landwirtschaftsministerium                 |                                               |
| Sven Aarrestad                 | 1907       | 1908     | Venstre              | Regierung Løvland        | Landwirtschaftsministerium                 | zugleich kommissarischer Revisionsminister    |
| Hans Konrad Foosnæs            | 1908       | 1910     | Venstre              | Regierung Knudsen I      | Landwirtschaftsministerium                 |                                               |
| Bernt Holtsmark                | 1910       | 1912     | Frisinnede Venstre   | Regierung Konow          | Landwirtschaftsministerium                 |                                               |
| Gunnar Knudsen                 | 1913       | 1919     | Venstre              | Regierung Knudsen II     | Landwirtschaftsministerium                 |                                               |
| Haakon Martin Five             | 1919       | 1920     | Venstre              | Regierung Knudsen II     | Landwirtschaftsministerium                 | kommissarisch; zugleich Proviantminister      |
| Gunder Anton Johannesen Jahren | 1920       | 1921     | Høyre                | Regierung Halvorsen I    | Landwirtschaftsministerium                 |                                               |
| Haakon Martin Five             | 1921       | 1923     | Venstre              | Regierung Blehr II       | Landwirtschaftsministerium                 |                                               |
| Anders Venger                  | 1923       | 1923     | Høyre                | Regierung Halvorsen II   | Landwirtschaftsministerium                 |                                               |
| Anders Venger                  | 1923       | 1924     | Høyre                | Regierung Berge          | Landwirtschaftsministerium                 |                                               |
| Haakon Martin Five             | 1924       | 1926     | Venstre              | Regierung Mowinckel I    | Landwirtschaftsministerium                 |                                               |
| Ole Ludvig Bærøe               | 1926       | 1928     | Høyre                | Regierung Lykke          | Landwirtschaftsministerium                 |                                               |
| Johan Nygaardsvold             | 1928       | 1928     | Arbeiderpartiet      | Regierung Hornsrud       | Landwirtschaftsministerium                 |                                               |
| Hans Jørgensen Aarstad         | 1928       | 1931     | Venstre              | Regierung Mowinckel II   | Landwirtschaftsministerium                 |                                               |
| Jon Sundby                     | 1931       | 1932     | –                    | Regierung Kolstad        | Landwirtschaftsministerium                 |                                               |
| Jens Hundseid                  | 1932       | 1933     | Bondepartiet         | Regierung Hundeid        | Landwirtschaftsministerium                 | zugleich Statsminister                        |
| Haakon Martin Five             | 1933       | 1935     | Venstre              | Regierung Mowinckel III  | Landwirtschaftsministerium                 |                                               |
| Hans Ystgaad                   | 1935       | 1945     | Arbeiderpartiet      | Regierung Nygaardsvold   | Landwirtschaftsministerium                 |                                               |
| Einar Frogner                  | 1945       | 1945     | Bondepartiet         | Regierung Gerhardsen I   | Landwirtschaftsministerium                 |                                               |
| Kristian Fjeld                 | 1945       | 1951     | Arbeiderpartiet      | Regierung Gerhardsen II  | Landwirtschaftsministerium                 | Unterbrechung von Dezember 1947 bis März 1948 |
| Olav Oksvik                    | 1947       | 1948     | Arbeiderpartiet      | Regierung Gerhardsen II  | Landwirtschaftsministerium                 | kommissarisch von Dezember 1947 bis März 1948 |
| Rasmus Nordbø                  | 1951       | 1955     | Arbeiderpartiet      | Regierung Torp           | Landwirtschaftsministerium                 |                                               |
| Olav Meisdalshagen             | 1955       | 1956     | Arbeiderpartiet      | Regierung Gerhardsen III | Landwirtschaftsministerium                 |                                               |
| Harald Løbak                   | 1956       | 1960     | Arbeiderpartiet      | Regierung Gerhardsen III | Landwirtschaftsministerium                 |                                               |
| Einar Wøhni                    | 1960       | 1963     | Arbeiderpartiet      | Regierung Gerhardsen III | Landwirtschaftsministerium                 |                                               |
| Hans Borgen                    | 1963       | 1963     | Senterpartiet        | Regierung Lyng           | Landwirtschaftsministerium                 |                                               |
| Leif Granli                    | 1963       | 1965     | Arbeiderpartiet      | Regierung Gerhardsen IV  | Landwirtschaftsministerium                 |                                               |
| Bjarne Lyngstad                | 1965       | 1970     | Venstre              | Regierung Borten         | Landwirtschaftsministerium                 |                                               |
| Hallvard Eika                  | 1970       | 1971     | Venstre              | Regierung Borten         | Landwirtschaftsministerium                 |                                               |
| Thorstein Treholt              | 1971       | 1972     | Arbeiderpartiet      | Regierung Bratteli I     | Landwirtschaftsministerium                 |                                               |
| Einar Moxnes                   | 1972       | 1973     | Senterpartiet        | Regierung Korvald        | Landwirtschaftsministerium                 |                                               |
| Thorstein Treholt              | 1973       | 1976     | Arbeiderpartiet      | Regierung Bratteli II    | Landwirtschaftsministerium                 |                                               |
| Oskar Øksnes                   | 1976       | 1981     | Arbeiderpartiet      | Regierung Nordli         | Landwirtschaftsministerium                 |                                               |
| Oskar Øksnes                   | 1981       | 1981     | Arbeiderpartiet      | Regierung Brundtland I   | Landwirtschaftsministerium                 |                                               |
| Johan Christen Løken           | 1981       | 1983     | Høyre                | Regierung Willoch        | Landwirtschaftsministerium                 |                                               |
| Finn T. Isaksen                | 1983       | 1985     | Senterpartiet        | Regierung Willoch        | Landwirtschaftsministerium                 |                                               |
| Svein Sundsbø                  | 1985       | 1986     | Senterpartiet        | Regierung Willoch        | Landwirtschaftsministerium                 |                                               |
| Gunhild Øyangen                | 1986       | 1989     | Arbeiderpartiet      | Regierung Brundtland II  | Landwirtschaftsministerium                 |                                               |
| Anne Vik                       | 1989       | 1990     | Senterpartiet        | Regierung Syse           | Landwirtschaftsministerium                 |                                               |
| Gunhild Øyangen                | 1990       | 1996     | Arbeiderpartiet      | Regierung Brundtland III | Landwirtschaftsministerium                 |                                               |
| Dag Terje Andersen             | 1996       | 1997     | Arbeiderpartiet      | Regierung Jagland        | Landwirtschaftsministerium                 |                                               |
| Kåre Gjønnes                   | 1997       | 2000     | Kristelig Folkeparti | Regierung Bondevik I     | Landwirtschaftsministerium                 |                                               |
| Bjarne Håkon Hanssen           | 2000       | 2001     | Arbeiderpartiet      | Regierung Stoltenberg I  | Landwirtschaftsministerium                 |                                               |
| Lars Sponheim                  | 2001       | 2004     | Venstre              | Regierung Bondevik II    | Landwirtschaftsministerium                 |                                               |
| Lars Sponheim                  | 2004       | 2005     | Venstre              | Regierung Bondevik II    | Landwirtschafts- und Ernährungsministerium |                                               |
| Terje Riis-Johansen            | 2005       | 2008     | Senterpartiet        | Regierung Stoltenberg II | Landwirtschafts- und Ernährungsministerium |                                               |
| Lars Peder Brekk               | 2008       | 2012     | Senterpartiet        | Regierung Stoltenberg II | Landwirtschafts- und Ernährungsministerium |                                               |
| Trygve Slagsvold Vedum         | 2012       | 2013     | Senterpartiet        | Regierung Stoltenberg II | Landwirtschafts- und Ernährungsministerium |                                               |
| Sylvi Listhaug                 | 2013       | 2015     | Fremskrittspartiet   | Regierung Solberg        | Landwirtschafts- und Ernährungsministerium |                                               |
| Jon Georg Dale                 | 2015       | 2018     | Fremskrittspartiet   | Regierung Solberg        | Landwirtschafts- und Ernährungsministerium |                                               |
| Bård Hoksrud                   | 2018       | 2019     | Fremskrittspartiet   | Regierung Solberg        | Landwirtschafts- und Ernährungsministerium |                                               |
| Olaug Bollestad                | 2019       | 2021     | Kristelig Folkeparti | Regierung Solberg        | Landwirtschafts- und Ernährungsministerium |                                               |
| Sandra Borch                   | 2021       | 2023     | Senterpartiet        | Regierung Støre          | Landwirtschafts- und Ernährungsministerium |                                               |
| Geir Pollestad                 | 2023       | 2025     | Senterpartiet        | Regierung Støre          | Landwirtschafts- und Ernährungsministerium |                                               |
| Nils Kristen Sandtrøen         | 2025       | im Amt   | Arbeiderpartiet      | Regierung Støre          | Landwirtschafts- und Ernährungsministerium |                                               |

## Minister (1940–1945)
Am 9. April 1940 wurde Norwegen vom Deutschen Reich okkupiert und Haakon VII. sowie die Regierung von Johan Nygaardsvold verließen das Land. In Norwegen wurden daraufhin unter Vidkun Quisling eine später als illegal eingestufte Regierung gebildet.
| Minister                       | Amtsbeginn | Amtsende | Partei           | Ministerium                |
| ------------------------------ | ---------- | -------- | ---------------- | -------------------------- |
| Thorstein John Onstad Fretheim | 1940       | 1945     | Nasjonal Samling | Landwirtschaftsministerium |
| Trygve Dehli Laurantzon        | 1945       | 1945     | Nasjonal Samling | Landwirtschaftsministerium |